# ماتياس مايدانا
ماتياس مايدانا (بالإسبانية: Matías Maidana)‏ هو لاعب كرة قدم أرجنتيني، ولد في 9 مارس 1987 في مدينة أدروغي في الأرجنتين. لعب مع A.D. Berazategui ‏.